# Violenza per una giovane
Violenza per una giovane (The Young One - La Joven) è un film del 1960 diretto da Luis Buñuel, basato sul racconto Travelin' Man di Peter Matthiessen.
È stato presentato in concorso al 13º Festival di Cannes.

## Trama
Traver, un musicista jazz di colore accusato di aver violentato una donna bianca, fugge con un motoscafo rifugiandosi in un'isola semi-deserta. Qui abita Ewie, un'orfana affidata al guardiacaccia e da questi violentata proprio il giorno dello sbarco del fuggitivo. Si apre una caccia all'uomo intrisa di violenza e razzismo che tuttavia non condurrà al sacrificio di un innocente.